# Elsbeth
Elsbeth és una sèrie de televisió estatunidenca de comèdia i drama de procediment policial que es va estrenar el 29 de febrer de 2024 a la cadena CBS. És el segon spin-off de The Good Wife, que es va emetre del 2009 al 2016, després de The Good Fight.
A l'abril de 2024 fou renovada per a una segona temporada.

## Argument
La sèrie la protagonitza l'actriu Carrie Preston com a Elsbeth Tascioni, una advocada dins l'espectre autista i molt astuta, però poc convencional, que després d'una prestigiosa carrera a Chicago utilitza el seu singular punt de vista per a fer observacions úniques i arraconar els criminals per a la policia de Nova York.

## Repartiment

### Principals
- Carrie Preston com a Elsbeth Tascioni
- Wendell Pierce com a CW Wagner
- Carra Patterson com a Kaya Blanke

### Recurrents
- Gloria Reuben com a Claudia Payne, l'esposa de CW Wagner[4]
- Danny McCarthy com a Agent Celetano
- Fredric Lehne com a Tinent Dave Noonan

### Convidats
- Jesse Tyler Ferguson com a Skip Mason[5]
- Jane Krakowski com a Joann
- Linda Lavin com a Gloria
- Retta com a Margo
- Blair Underwood[6]

## Episodis
| Núm. de la temporada | Títol                          | Direcció              | Escrit per                            | Data d'emissió original |                  |
| -------------------- | ------------------------------ | --------------------- | ------------------------------------- | ----------------------- | ---------------- |
| 1                    | «Pilot»                        | Robert King           | Robert King & Michelle King           | 29 de febrer de 2024    | Sense determinar |
| 2                    | «A Classic New York Character» | Robert King           | Bryan Goluboff                        | 4 d'abril de 2024       | Sense determinar |
| 3                    | «Reality Shock»                | Ron Underwood         | Jonathan Tolins                       | 4 d'abril de 2024       | Sense determinar |
| 4                    | «Love Knocked Off»             | Rosemary Rodriguez    | Erica Shelton Kodish                  | 11 d'abril de 2024      | Sense determinar |
| 5                    | «Ball Girl»                    | Rob Hardy             | Eric Randall                          | 18 d'abril de 2024      | Sense determinar |
| 6                    | «An Ear for an Ear»            | Nancy Hower           | Zoe Marshall                          | 25 d'abril de 2024      | Sense determinar |
| 7                    | «Something Blue»               | Yap Fong-Yee          | Erica Larson                          | 2 de maig de 2024       | Sense determinar |
| 8                    | «Artificial Genius»            | Tyne Rafaeli          | Leah Nanako Winkler                   | 9 de maig de 2024       | Sense determinar |
| 9                    | «Sweet Justice»                | Kevin Rodney Sullivan | Bryan Golubuff & Erica Shelton Kodish | 16 de maig de 2024      | Sense determinar |
| 10                   | «A Fitting Finale»             | Rosemary Rodriguez    | Johnathan Tolins                      | 23 de maig de 2024      | Sense determinar |

## Producció

### Desenvolupament
El 31 de gener de 2023, es va anunciar que la CBS ordenava un pilot, amb CBS Studios unint-se a la producció de la sèrie. La primera temporada conté 10 episodis.

### Càsting
Carrie Preston torna a interpretar a Elsbeth Tascioni. A més, es van unir Wendell Pierce com a CW Wagner i Carra Patterson en el paper de Kaya Blanke.

## Dates d'estrena
Elsbeth es va estrenar el 29 de febrer de 2024 a CBS i en la plataforma Paramount+. A Espanya s'estrenà el 23 d'abril a Movistar Plus+.

## Recepció
El web de ressenyes Rotten Tomatoes va informar d'una puntuació d'aprovació del 87% basada en 15 comentaris crítics.